# Idolopeya
En retórica, una idolopeya, dentro de las figuras literarias, es una de las figuras de ficción; se trata de adscribir un discurso pronunciado en un texto a una persona ya muerta. El ejemplo paradigmático en la literatura española son las palabras pronunciadas por el difunto don Rodrigo en las Coplas por la muerte de su padre de Jorge Manrique.
- Datos: Q11304049